# Айкава
Айкава (яп. 愛川町 Айкава-мати) — посёлок в Японии, находящийся в уезде Айко префектуры Канагава. Площадь посёлка составляет 34,29 км², население — 40 418 человек (1 августа 2014), плотность населения — 1178,71 чел./км².

## Географическое положение
Посёлок расположен на острове Хонсю в префектуре Канагава региона Канто. С ним граничат города Ацуги, Сагамихара и село Киёкава.

## Население
Население посёлка составляет 40 418 человек (1 августа 2014), а плотность — 1178,71 чел./км². Изменение численности населения с 1980 по 2005 годы:
| 1980 | 29 873 чел. |  |
| 1985 | 35 312 чел. |  |
| 1990 | 40 424 чел. |  |
| 1995 | 43 088 чел. |  |
| 2000 | 42 760 чел. |  |
| 2005 | 42 045 чел. |  |

## Символика
Деревом посёлка считается клён, цветком — рододендрон, птицей — обыкновенный зимородок.